# هانی‌گرمله
هانه گرمله، روستایی از توابع بخش نوسود شهرستان پاوه در استان کرمانشاه است.
هانه گرمله یکی از روستاهای پرجمعیت و اصیل منطقه هورامان لهون در نقطه صفر مرزی ایران و عراق است که چندسالی در زمان جنگ تحمیلی خالی از سکنه و اهالی آن به شهرهای اورامانات( پاوه و مریوان) مهاجرت کردند.
امروزه روستای مرزی هانه گرمله آباد و دارای امکانات برق و آب شرب بهداشتی و دکل مخابرات و اینترنت و گاز و رادیو تلویزیون دیجیتال و خانه بهداشت و جاده دسترسی مناسب و مدرسه و پاسگاه می‌باشد.
«هانه»‌یک واژه اصیل ایرانی است که در زبان هورامی و همچنین زبانهای تاتی و گیلکی و تالشی(هانی) به معنای چشمه می‌باشد که با توجه به چشمه سارها و نهر زیاد و آب گوارا و باغات زیبای هزاران ساله،میتوان وجه تسمیه هانه گرمله را اینگونه معنا کرد.
چند نمونه دیگر از روستاهایی که از واژه «هانه» استفاده شده میتوان به:
هانه(خانه)میران جوانرود
هانه شیخان زریبار مریوان
هانیس در سنندج

## جمعیت
این روستا در دهستان سیروان قرار دارد و براساس سرشماری مرکز آمار ایران در سال ۱۳۸۵، جمعیت آن ۹۸۶ نفر (۲۵۸خانوار) بوده‌ و باروستاه های بیرواس (اسم روستای  بێرواس است نه بیدرواز، چون در زمان رضاشاه به علت بیسوادی اهل روستا و متوجه نشدن مامور ثبت احوال از زبان بومی اهالی روستا، اشتباهی به جای بێرواس بیدرواز درج شده است ) و کیمنه همسایه است.